# Gilles Guglielmi
Pour les articles homonymes, voir Guglielmi.
Gilles J. Guglielmi, né en 1961, est un juriste et professeur de droit français.

## Biographie
Diplômé de l'ESSEC (1983), de l'IEP Paris, agrégé d'économie et gestion (1984), docteur en droit de l'université Paris 1 (1990), habilité à diriger des recherches (1990) et agrégé de droit public (1992), il fait une carrière d'enseignant du supérieur, qui le conduit à être professeur de droit public à l'Université Paris-Nanterre, puis à l’université Paris II Panthéon-Assas, où il est coresponsable des masters parcours « Juriste conseil des collectivités territoriales » et Recherche en droit des collectivités territoriales, et coresponsable des parcours Recherche et Professionnel du master en Droit public comparé. Il est directeur du Centre de droit public comparé (CDPC).
Il est spécialiste de droit du service public et de droit public comparé. Ses recherches et publications concernent l’histoire du droit administratif, le droit du service public et des contrats publics, l’impact des technologies de l’information et de la communication sur le droit public, comme par l'exemple utilisation des machines à voter.

## Engagements associatifs
Il a été président de l’Association du Colloque de Poissy[réf. souhaitée], membre du jury des Big Brother Awards[réf. souhaitée], il est le fondateur du DESS Droit public des nouvelles technologies et Systèmes d'information, en 1997 à l'Université Paris-Nanterre, cofondateur du Master 2 recherche de Droit public comparé à l'université Paris II Panthéon-Assas en 2009 et fondateur de la Section française de l'Institut ibéroaméricain de Droit constitutionnel (IIDC-France) en 2015.

## Ouvrages récents
- (Codir.) L'internationalisation du droit administratif, avec Philippe Cossalter, Editions Panthéon-Assas, 2020.
- (Coll.) Droit du service public, avec Geneviève Koubi et Martine Long, Paris, Montchrestien, (coll. «Domat»), 4e éd. 2016, 860 p.
- (Dir.) De l'autonomie au séparatisme. Compétences, financements et citoyennetés, Berger-Levrault, 2017.
- (Codir.) L'intérêt général dans les pays de Common Law et de droit continental, avec Elisabeth Zoller, Editions Panthéon-Assas, 2017.
- (Codir.) Le droit constitutionnel des collectivités territoriales, Perspectives comparées, avec Julien Martin, Berger-Levrault, 2015.
- (Codir.) Le vote électronique, avec Olivier Ihl, Lextenso, 2015, 322 p.
- (Codir.) Transparence, démocratie et gouvernance citoyenne, avec Elisabeth Zoller, Ed. Panthéon-Assas, 2014, 257 p.
- (Codir.) La démocratie de proximité. Bilan et perspectives de la loi du 27 février 2002, avec Julien Martin, Berger-Levrault, 2013, 240 p.
- (Codir.) Le plagiat de la recherche scientifique, avec Geneviève Koubi, Lextenso, 2012, 228 p.
- (Codir.), La Notion de continuité, des faits au droit, avec Geneviève Koubi et Guillaume Le Floch, L'Harmattan, coll. Logiques juridiques, 2010, 330 p.
- La faveur et le droit, Puf, (coll. «Hors collection»), 2009, 424 p.
- (Codir.) Esprit de corps, démocratie et espace public, avec Claudine Haroche, Puf, coll. «La Politique éclatée», 2005, 324 p.
- (Dir.) Histoire et service public, Puf, coll. «Politique d’aujourd’hui», 2004, 444 p..
- Gestion privada de los servicios publicos, Buenos Aires, Ed. Ciudad Argentina, 2004, 172 p.
- Droit administratif général, tome I, Les structures, tome II, Les régimes, Universitoo, 2003, 328 p. et 344 p.
- (Codir.) La gratuité, une question de droit ?, avec Geneviève Koubi, L’Harmattan, 2003, 238 p.
- (Codir.) L’égalité des chances. Analyses, évolutions, perspectives, avec Geneviève Koubi, La Découverte, 2000, 268 p.
- Introduction au droit des services publics, Paris, LGDJ, coll. «Systèmes», 1994, 178 p.
- La notion d'administration publique dans la théorie juridique française, de la Révolution à l'arrêt Cadot (1789-1889), Paris, LGDJ, coll. «bibl. de droit public», 1991, 378 p.